# Snowboard ai XXII Giochi olimpici invernali - Snowboard cross maschile
Tra le competizione dello snowboard che si sono tenute ai XXII Giochi olimpici invernali di Soči (in Russia) c'è stato lo snowboard cross maschile. L'evento si è disputato 17 febbraio sul tracciato di Krasnaja Poljana.
Detentore del titolo di campione olimpico uscente era lo statunitense Seth Wescott, che vinse a Vancouver 2010, sul tracciato di Whistler (in Canada), precedendo lo svizzero Fabio Caduff (medaglia d'argento) e l'australiano Alex Pullin (medaglia di bronzo).
Campione olimpico si è laureato il francese Pierre Vaultier, che ha preceduto il russo Nikolaj Oljunin, medaglia d'argento, e lo statunitense Alex Deibold, medaglia di bronzo.

## Risultati

### Ottavi di finale
Batteria 1
| Pos. | Atleta           | Nazione     | Note |
| ---- | ---------------- | ----------- | ---- |
| 1    | Alex Pullin      | Australia   | Q    |
| 2    | Tony Ramoin      | Francia     | Q    |
| 3    | Kevin Hill       | Canada      | Q    |
| 4    | Nick Baumgartner | Stati Uniti |      |
| 5    | Andrey Boldykov  | Russia      |      |

Batteria 2
| Pos. | Atleta              | Nazione     | Note |
| ---- | ------------------- | ----------- | ---- |
| 1    | Lucas Eguibar       | Spagna      | Q    |
| 2    | Regino Hernández    | Spagna      | Q    |
| 3    | Alex Deibold        | Stati Uniti | Q    |
| 4    | Lluís Marin Tarroch | Andorra     | dq   |

Batteria 3
| Pos. | Atleta           | Nazione     | Note |
| ---- | ---------------- | ----------- | ---- |
| 1    | Trevor Jacob     | Stati Uniti | Q    |
| 2    | Anton Lindfors   | Finlandia   | Q    |
| 3    | Tommaso Leoni    | Italia      | Q    |
| 4    | Nate Holland     | Stati Uniti |      |
| 5    | Anton Koprivitsa | Russia      |      |

Batteria 4
| Pos. | Atleta              | Nazione  | Note |
| ---- | ------------------- | -------- | ---- |
| 1    | Nikolay Olyunin     | Russia   | Q    |
| 2    | Alessandro Hämmerle | Austria  | Q    |
| 3    | Stian Sivertzen     | Norvegia | Q    |
| 4    | Maciej Jodko        | Polonia  |      |
| 5    | Laro Herrero        | Spagna   |      |

Batteria 5
| Pos. | Atleta             | Nazione  | Note |
| ---- | ------------------ | -------- | ---- |
| 1    | Konstantin Schad   | Germania | Q    |
| 2    | Omar Visintin      | Italia   | Q    |
| 3    | Marvin James       | Svizzera | Q    |
| 4    | Jake Holden        | Canada   |      |
| 5    | Emanuel Perathoner | Italia   | dns  |

Batteria 6
| Pos. | Atleta          | Nazione   | Note |
| ---- | --------------- | --------- | ---- |
| 1    | Pierre Vaultier | Francia   | Q    |
| 2    | Hanno Douschan  | Austria   | Q    |
| 3    | Jarryd Hughes   | Australia | Q    |
| 4    | Emil Novák      | Rep. Ceca |      |
| 5    | Jussi Taka      | Finlandia |      |

Batteria 7
| Pos. | Atleta               | Nazione   | Note |
| ---- | -------------------- | --------- | ---- |
| 1    | Paul Berg            | Germania  | Q    |
| 2    | Christopher Robanske | Canada    | Q    |
| 3    | Paul-Henri de Le Rue | Francia   | Q    |
| 4    | David Bakeš          | Rep. Ceca |      |
| 5    | Mateusz Ligocki      | Polonia   |      |

Batteria 8
| Pos. | Atleta          | Nazione   | Note |
| ---- | --------------- | --------- | ---- |
| 1    | Cameron Bolton  | Australia | Q    |
| 2    | Tim Watter      | Svizzera  | Q    |
| 3    | Luca Matteotti  | Italia    | Q    |
| 4    | Markus Schairer | Austria   |      |
| 5    | Robert Fagan    | Canada    | dq   |

### Quarti di finale
Quarto di finale 1
| Pos. | Atleta           | Nazione     | Note |
| ---- | ---------------- | ----------- | ---- |
| 1    | Lucas Eguibar    | Spagna      | Q    |
| 2    | Kevin Hill       | Canada      | Q    |
| 3    | Alex Deibold     | Stati Uniti | Q    |
| 4    | Alex Pullin      | Australia   |      |
| 5    | Tony Ramoin      | Francia     |      |
| 6    | Regino Hernández | Spagna      | dnf  |

Quarto di finale  2
| Pos. | Atleta              | Nazione     | Note |
| ---- | ------------------- | ----------- | ---- |
| 1    | Nikolay Olyunin     | Russia      | Q    |
| 2    | Trevor Jacob        | Stati Uniti | Q    |
| 3    | Stian Sivertzen     | Norvegia    | Q    |
| 4    | Anton Lindfors      | Finlandia   |      |
| 5    | Alessandro Hämmerle | Austria     |      |
| 6    | Tommaso Leoni       | Italia      |      |

Quarto di finale 3
| Pos. | Atleta           | Nazione   | Note |
| ---- | ---------------- | --------- | ---- |
| 1    | Pierre Vaultier  | Francia   | Q    |
| 2    | Omar Visintin    | Italia    | Q    |
| 3    | Hanno Douschan   | Austria   | Q    |
| 4    | Konstantin Schad | Germania  |      |
| 5    | Jarryd Hughes    | Australia |      |
| 6    | Marvin James     | Svizzera  | dnf  |

Quarto di finale 4
| Pos. | Atleta               | Nazione   | Note |
| ---- | -------------------- | --------- | ---- |
| 1    | Cameron Bolton       | Australia | Q    |
| 2    | Paul-Henri de Le Rue | Francia   | Q    |
| 3    | Luca Matteotti       | Italia    | Q    |
| 4    | Paul Berg            | Germania  |      |
| 5    | Christopher Robanske | Canada    | dq   |
| 6    | Tim Watter           | Svizzera  | dq   |

### Semifinali
Semifinale  1
| Pos. | Atleta          | Nazione     | Note |
| ---- | --------------- | ----------- | ---- |
| 1    | Nikolay Olyunin | Russia      | Q    |
| 2    | Stian Sivertzen | Norvegia    | Q    |
| 3    | Alex Deibold    | Stati Uniti | Q    |
| 4    | Trevor Jacob    | Stati Uniti |      |
| 5    | Lucas Eguibar   | Spagna      | dq   |
| 6    | Kevin Hill      | Canada      | dnf  |

Semifinale 2
| Pos. | Atleta               | Nazione   | Note |
| ---- | -------------------- | --------- | ---- |
| 1    | Pierre Vaultier      | Francia   | Q    |
| 2    | Paul-Henri de Le Rue | Francia   | Q    |
| 3    | Luca Matteotti       | Italia    | Q    |
| 4    | Cameron Bolton       | Australia |      |
| 5    | Hanno Douschan       | Austria   | dq   |
| 6    | Omar Visintin        | Italia    | dnf  |

### Finali
Finale B
| Pos. | Atleta         | Nazione     | Note |
| ---- | -------------- | ----------- | ---- |
| 7    | Lucas Eguibar  | Spagna      |      |
| 8    | Kevin Hill     | Canada      |      |
| 9    | Trevor Jacob   | Stati Uniti |      |
| 10   | Hanno Douschan | Austria     |      |
| 11   | Cameron Bolton | Australia   | dnf  |
| 12   | Omar Visintin  | Italia      | dns  |

Finale A
| Pos. | Atleta               | Nazione     | Note |
| ---- | -------------------- | ----------- | ---- |
|      | Pierre Vaultier      | Francia     |      |
|      | Nikolay Olyunin      | Russia      |      |
|      | Alex Deibold         | Stati Uniti |      |
| 4    | Paul-Henri de Le Rue | Francia     |      |
| 5    | Stian Sivertzen      | Norvegia    |      |
| 6    | Luca Matteotti       | Italia      |      |

Data: Lunedì 17 febbraio 2014 

Qualificazioni

Ora locale: 11:00 

Finale

Ora locale: 13:30 
 
Pista: 

Partenza: m, arrivo:m

Lunghezza: m, dislivello: m

Tracciatore:, porte 

Legenda:
- dns = non partito (did not start)
- dnf = prova non completata (did not finish)
- dq = squalificato (disqualified)
- Pos. = posizione